# Víctor Israel
Víctor Israel (Josep Maria Soler Vilanova) (Puigreig, 13 de junio de 1929 - Barcelona, 19 de septiembre de 2009) fue un actor español.

## Biografía
Al terminar su etapa formativa básica Víctor Israel estudió Comercio. Paralelamente, su formación cultural y artística fue bastante amplia, estudió Psicología, Filosofía, RRPP, Idiomas y Música. Su educación en las Artes Dramáticas se dividió entre el Estudio de actores de Julio Coll y Fernando Espona y el Instituto del Teatro.
Comenzó su carrera cinematográfica en 1961 en la película Tierra de todos de Antonio Isasi-Isasmendi. A lo largo de su trayectoria apareció en más de 140 películas, en su mayoría de terror y westerns y en papeles secundarios. Su peculiar aspecto físico lo hacía idóneo para interpretar personajes misteriosos y de poco fiar. En la década de 1980 su volumen de trabajo decayó. Sin embargo, su imagen fílmica fue rescatada e incluso homenajeada, recibiendo algunos papeles de manos de algunos cineastas catalanes como Santiago Lapeira, Carlos Benpar, Antoni Martí, Carlos Balagué y José Luis Valls, entre otros.
A nivel televisivo es destacable su participación en la serie Doctor Caparrós, medicina general junto a Joan Capri emitida en 1979 por Televisión Española en el circuito regional de TVE Cataluña.
En 2006 fue galardonado con el premio honorífico Brigadoon Nosferatu en el Festival de Cine de Sitges.
Falleció el día 19 de septiembre de 2009 a los 80 años de edad.

## Filmografía (selección)
- Tierra de todos (1961)
- El salario del crimen (1964)
- La llamada (1965)
- Los cuatreros (1965)
- Yankee (1966)
- El bueno, el feo y el malo (1966)
- No somos de piedra (1968)
- La residencia (1969)
- ¡Viva América! (1969)
- ¡Vivan los novios! (1970)
- El bosque del lobo (1971)
- The Light at the Edge of the World (1971)
- Una chica casi decente (1971)
- El monte de las brujas (1972)
- Demasiado bonitas para ser honestas (1972)
- Un verano para matar (1972)
- Viva la muerte... tuya (1972)
- Secuestro a la española (1972)
- Pánico en el Transiberiano (1972)
- La chica del Molino Rojo (1973)
- La revolución matrimonial (1974)
- La maldición de la bestia (1975)
- Tres suecas para tres rodríguez (1975)
- La ciudad quemada (1976)
- Carne apaleada (1977)
- Las locuras de Jane (1978)
- Rocky Carambola (1979)
- Apocalipsis caníbal (1980)
- Serpiente de mar (1984)
- Perras callejeras (1985)